# الوعد الحق (مسلسل)

## قصة المسلسل
يحكي المسلسل عن قبيلة قريش وأهل مكة وقاداتهم منذ عام الفيل ومولد محمد وحتي البعثة النبوية الشريفة

## بطولة
| - عبد الله غيث:حرب بن أمية - سهير المرشدي:هند بنت عتبة - حمدي غيث:عبد المطلب بن هاشم - أحمد مرعي:أبو طالب بن عبد المطلب - سعد أردش:عتبة بن ربيعة - جمال إسماعيل:ورقة بن نوفل - محمود الحديني:زيد بن عمرو بن نفيل - عبد الرحمن أبو زهرة:عثمان بن حويرث - عبد العزيز مكيوي:أبو لهب - أحمد عبد العزيز:عبد الله بن مسعود - محمد الدفراوي:الخطاب بن نفيل - إبراهيم سكر:الوليد بن المغيرة - أحمد خليل:أبو سفيان بن حرب - سميرة عبد العزيز:نسيبة بنت كعب - نادية رشاد:أم جميل | - مي عبد النبي:قتيلة بنت نوفل - دينار: أم بلال بن رباح - فتحية طنطاوي:زوجة زيد بن عمرو - عايدة فهمي:سمية بنت خباط - حسين الشربيني: العاص بن وائل السهمي - سلوى محمود:أم مصعب بن عمير - توفيق عبد الحميد: عبد الله بن جدعان - أحمد ماهر:أبو جهل وأبنه عكرمة - إحسان القلعاوي:أم أنمار - أحمد سلامة:زيد بن حارثة - ميرفت الجندي - رشدي المهدي:أزين اليهودي - سلوى عثمان:المرضعة ثويبة - محيي الدين عبد المحسن:أبرهة الحبشي - إسماعيل محمود:أبجر وأصحم ملكي الحبشة | - صلاح رشوان:ياسر بن عامر - كنعان وصفي:من يهود المدينة - مدحت مرسي:أبو تميم زوج نسيبة - أحمد حلاوة: عمرو بن العاص - عبد الغني ناصر:كبير بطارقة النجاشي - حسن عبد الحميد:أمية بن أبي الصلت - فتوح احمد:عمار بن ياسر - رضا الجمال:الفاكه بن المغيرة - جلال توفيق - محمد عبد الجواد:مصعب بن عمير - عبد الحميد انيس: الأسود بن عبد يغوث - سامي طموم:من كفار قريش - مها عطية:النابغة زوجة العاص - سمير وحيد:صهيب بن سنان الرومي - نوال أبو الفتوح:ريحانة زوجة أبرهة |

أشترك في التمثيل
| - رأفت فهيم:عبد الله بن أبي بن سلول - عبير عادل:ريطة زوجة عمرو - إبراهيم الشرقاوي:خباب بن الأرت - مفيد عاشور:أمية بن خلف - عثمان محمد علي:بطريرك حبشي - محمد ولاء الدين - محمود العراقي:ابن جفنة ملك الغساسنة - محمد أبو العينين:أبو حذيفة بن المغيرة - أمين هاشم:الراهب بحيرا النصراني - علي عزب:السباع بن أم أنمار - محمود عبد الغفار:خلف بن وهب - عبد الوهاب الحديدي - عادل برهام:عبيد الله بن جحش - رشوان سعيد:أبو عزت أخو مصعب بن عمير - أحمد السعدني | - عزت بدران: الحارث زوج حليمة - إمام الصفطاوي:ملك الحبشة - عادل عطية - إيمان حمدي - سلوى محمد علي:أمة رقيقة بنت نوفل - أمينة سالم - ناصر سيف:رباح وأبنه بلال - خالد النبوي:مسلم من الحبشة - مديحة أنور - لبنى الشيخ - محمد عبد الحليم:أبو زمعة البلوي - أحمد عطية - لبنى ونس - ياسر علي ماهر:الزبير بن عبد المطلب - فتحي إبراهيم | - محمود طاهر - فوزي الشرقاوي - عبد الهادي أنور - أحمد عمار - عبد الرحمن حامد - عبد الله الشرقاوي - طارق كامل - عادل زهدي - إبراهيم الدالي - سمير رامي - صبحي خليل:جرجيس أبن الراهب - حلمي فودة:ميسرة خادم السيدة خديحة - محمد إمام - أنسي المصري - محمد عبد الرازق | - محمد لطفي - عادل الشناوي - أحمد سعيد - متولي علوان:نبتل بن الحارث - حامد ونيس - فوزية عزت - أحمد كمالي:أبن ابي قوقل اليهودي - طلعت زكريا:ذوئيب - عبد اللطيف الطحاوي - أحمد أبو عبية:سعيد بن العاص - أبو السعود عطية - نادية شمس الدين - صبري الهواري - عبد العزيز عيسى - توفيق الكردي | - أحمد رأفت - محمود خطاب - محمود جليفون - محب كاسر - عمرو محمد علي:عبد الله بن زيد بن عاصم - كوثر رمزي:خادمة هند عتبة - فاروق رمضان - أحمد حافظ - رمضان توفيق - سليمان حسين - سليمان سعيد - إسماعيل عبد الفتاح - سيد عبد الروؤف - رجب الحلواني - أحمد فوزي |

الأطفال:
- أحمد عقل :حبيب بن زيد بن عاصم
- عادل شريف
- كريم شريف

الوجوه الجديدة
| - ياسر جلال:نختر أبن ملك الحبشة - خالد العيسوي:مازن صديق أبو لهب - هاله النجار - لمياء العبد - محمد عمر - جلال عثمان: أخو ياسر بن عمار - ياسر عبد العظيم | - محمود البنا:مسلم من يثرب - أيمن عبد الرحمن:الحبر يوسف اليهودي - بهاء ثروت:عبد الله بن ابي بن سلول - صفوت صبحي - عبير منصور - خالد عبد السلام: الكاهن زحر - عبير فوزي | - ميار الببلاوي - عبد الباسط محمد - عصام السيسي - معتز السويفي - عماد العروسي:حارس عمرو بن العاص - حسام الشربيني - الشربيني يونس | - منى أبو سديرة - محمود منصور - سيد عبد الرحمن - محمد حجاج - محمد رضا ربيع - رامز جلال:جرير بن الأسود بن عبد يغوث - محسن منصور: نعيم بن مسعود |